# Jeux du Canada d'hiver de 2011
Navigation
Édition précédente Édition suivante
Les Jeux du Canada d'hiver de 2011 sont des compétitions de sports d'hiver qui ont opposé les provinces et territoires du Canada du 11 au 27 février 2011.
Les Jeux du Canada sont présentés tous les deux ans, en alternance l'hiver et l'été. La ville-hôte était Halifax, en Nouvelle-Écosse. 

## Tableau des médailles
| Rang  | Province / Territoire     | Médaille d'or | Médaille d'argent | Médaille de bronze | Total |
| 1     | Québec                    | 51            | 43                | 43                 | 137   |
| 2     | Ontario                   | 45            | 34                | 31                 | 110   |
| 3     | Colombie-Britannique      | 28            | 30                | 30                 | 88    |
| 4     | Alberta                   | 20            | 35                | 30                 | 75    |
| 5     | Saskatchewan              | 7             | 9                 | 7                  | 23    |
| 6     | Manitoba                  | 5             | 7                 | 13                 | 25    |
| 7     | Nouvelle-Écosse           | 5             | 6                 | 1                  | 12    |
| 8     | Yukon                     | 3             | 2                 | 1                  | 5     |
| 9     | Nouveau-Brunswick         | 2             | 5                 | 9                  | 16    |
| 10    | Île-du-Prince-Édouard     | 2             | 0                 | 4                  | 6     |
| 11    | Terre-Neuve-et-Labrador   | 0             | 1                 | 4                  | 5     |
| 12    | Territoires du Nord-Ouest | 0             | 0                 | 0                  | 0     |
| 12    | Nunavut                   | 0             | 0                 | 0                  | 0     |
| Total | Total                     | 168           | 161               | 174                | 503   |